# Линк (фильм, 1986)
«Линк» (англ. Link) — британский фильм ужасов 1986 года режиссёра Ричарда Франклина.

## Сюжет
Студентка Джейн работает ассистентом у исследователя животных Стивена Филиппа в его уединённом старом доме. Кроме них в доме живут только два шимпанзе и дворецкий по имени Линк — 45-летний очень умный орангутан.
Однажды профессор отправился в город, чтобы договориться о продаже одной из шимпанзе и вскоре Джейн находит труп этой обезьяны. После этого погибает и человек, пришедший, чтобы забрать Линка, а сам профессор однажды утром бесследно исчез. Линк начинает вести себя всё более агрессивно, не позволяет Джейн воспользоваться телефоном или съездить в ближайшую деревню. Когда она наказывает его, посадив под замок, Линк совершенно выходит из себя.

## В ролях
- Элизабет Шу — Джейн Чейз
- Теренс Стэмп — доктор Стивен Филипп
- Стивен Пиннер — Дэвид, жених Джейн
- Ричард Гарнет — Дэннис
- Дэвид О’Хара — Том
- Кевин Ллойд — Бейли
- Джо Белчер — водитель такси
- Дейзи Биверз — Бекки
- Джефри Биверз — мистер Миллер
- Кэролин Джон — миссис Миллер

## Награды и премии
| Год  | Премия             | Номинация       | Номинант        | Результат |
| ---- | ------------------ | --------------- | --------------- | --------- |
| 1986 | Special Jury Award |                 | Ричард Франклин | Победа    |
| 1987 | Сатурн             | Элизабет Шу     | Лучшая актриса  | Номинация |
| 1987 | Сатурн             | Джерри Голдсмит | Лучшая музыка   | Номинация |